# Лукьяненко, Николай Григорьевич
Николай Григорьевич Лукьяненко (16 октября 1947, Одесса — 22 июля 2011, Одесса) — советский и украинский химик-органик, доктор химических наук, профессор, доцент. Лауреат Государственной премии УССР в области науки и техники (1991).

## Биография
Родился 16 октября 1947 года в городе Одесса.
В 1965 году окончил школу с серебряной медалью, химический факультет Одесского государственного университета им. И. И. Мечникова (ныне — Одесский национальный университет имени И. И. Мечникова) с отличием по специальности «органическая химия». Поступил в аспирантуру при кафедре органической химии ОГУ (1970).
Служил в рядах Советской армии (1970—1972). Продолжал обучение в аспирантуре (1972—1976). Присвоено научное звание старшего научного сотрудника по специальности «органическая химия» (1980). Заведовал отделом химии макроциклических комплексов (1982). Возглавляет отдел биоорганической химии (1984). Избран на должность профессора кафедры органической химии ОГУ (1984). Присвоено научное звание профессора по специальности «органическая химия» (1985).
В 1991 году присуждено звание лауреата Государственной премии УССР в области науки и техники за цикл научных работ «Макрогетероциклические соединения: синтез, структура, свойства» в составе авторского коллектива.

## Научная деятельность
Лукьяненко Н. Г. является специалистом в сфере тонкого органического синтеза и физико-органической химии полифункциональных макрогетероциклов. Занимается разработкой методов, изучением связи структуры, свойств и комплексообразующей способности этих соединений с целью развития направленных методов синтеза высоко-селективных лигандов, заторов и биологически активных соединений. Автор более 300 научных публикаций и большого количества изобретений. Участник международных конференций и симпозиумов. Член Международного консультативного комитета по макроциклической химии.

### Научные труды
- Краун-эфиры и криптанды / Н. Г. Лукьяненко, А. В. Богатский, Т. И. Кириченко // Журн. Всесоюз. хим. о-ва им. Д. И. Менделеева. — 1985. — Т. 30. — С. 487—499.
- Makroheterocycles. Part 44. Facile Sinthesis of Azacrown Ethers and Cryptands in a TwoPhase System / N. G. Lukyanenko, S. S. Basok, L. K. Filonova // Journ. of the Chem. Society. Perkin Transactions 1. — 1988. — P. 3141—3147.
- Makroheterocycles. Part 42. A Facile Synthesis of Dihydroxy Cryptands and their Dehidroxylation / N. G. Lukyanenko, A. S. Reder // Journ. of the Chem. Society. Perkin Transactions 1. — 1988. — P. 2533—2536.
- Makroheterocycles-LVI. Complex formation of the cryptands containing two propylene fragments in one of the bridges with alkali and alkalineearth cations / N. G. Lukyanenko, N. Yu. Nazarova, V. I. Vetrogon, N. I. Vetrogon, A. S. Reder // Polyhedron. — 1990. — Vol. 9. — P. 1369—1374.
- Crown ethers : Applications to organic synthesis (part 1) / N. G. Lukyanenko // Janssen Chimica Acta. — 1991. — Vol. 9 — P. 3—10.
- Crown ethers : Applications to organic synthesis (part 2) / N. G. Lukyanenko // Janssen Chimica Acta. — 1992. — Vol. 10. — P. 12—18.
- Ионселективные электроды на основе полифункциональных макрогетероциклов / Н. Г. Лукьяненко, Н. Ю. Титова // Журн. аналит. химии. — 1994. — Т. 49. — С. 662—675.
- New Phenol-containing Bis(azacrownether)s : Synthesis and Complexing Properties / N. G. Lukyanenko, V. N. Pastushok, A. V. Bordunov, V. I. Vetrogon, N. I. Vetrogon, J. S. Bradshaw // Journ. of the Chem. Society. Perkin Transactions. 1. — 1994. — P. 1489—1493.
- A PC Compatable Computer Program for the Calculation of Equilibrium Constants by the simultaneous Processing of Different Sets of Experimental Results / N. G. Lukyanenko, V. I. Vetrogon, M.-J. Schwing-Weill. F. Arnaud-Neu // Talanta. — 1994. — Vol. 41. — P. 2105—2112.
- A New Approach to the Synthesis of Phenol-Containing Macrohetrocycles / N. G. Lukyanenko, A. V. Bordunov, V. N. Pastushok, K. E. Krakowiak, J. S. Bradshaw, N. K. Dalley // Journ. of the Org. Chem. — 1995. — Vol. 60. — P. 4912—4918.
- Einhorn Reaction for the Synthesis of Aromatic Building Blocs for Macrocyclization / N. G. Lukyanenko, V. N. Pastushok, K. Hu, J. S. Bradshaw, N. K. Dalley, A. V. Bordunov. // Journ. of the Org. Chem. — 1997. — Vol. 62. — P. 212—215.